# Svatobor
Svatobor är ett berg i Tjeckien.   Det ligger i regionen Plzeň, i den sydvästra delen av landet, 120 km sydväst om huvudstaden Prag. Toppen på Svatobor är 845 meter över havet, eller 246 meter över den omgivande terrängen. Bredden vid basen är 3,7 km.
Terrängen runt Svatobor är huvudsakligen kuperad, men åt nordost är den platt.Runt Svatobor är det ganska glesbefolkat, med 36 invånare per kvadratkilometer. Närmaste större samhälle är Sušice, 2,6 km öster om Svatobor. I omgivningarna runt Svatobor växer i huvudsak blandskog.

## Galleri

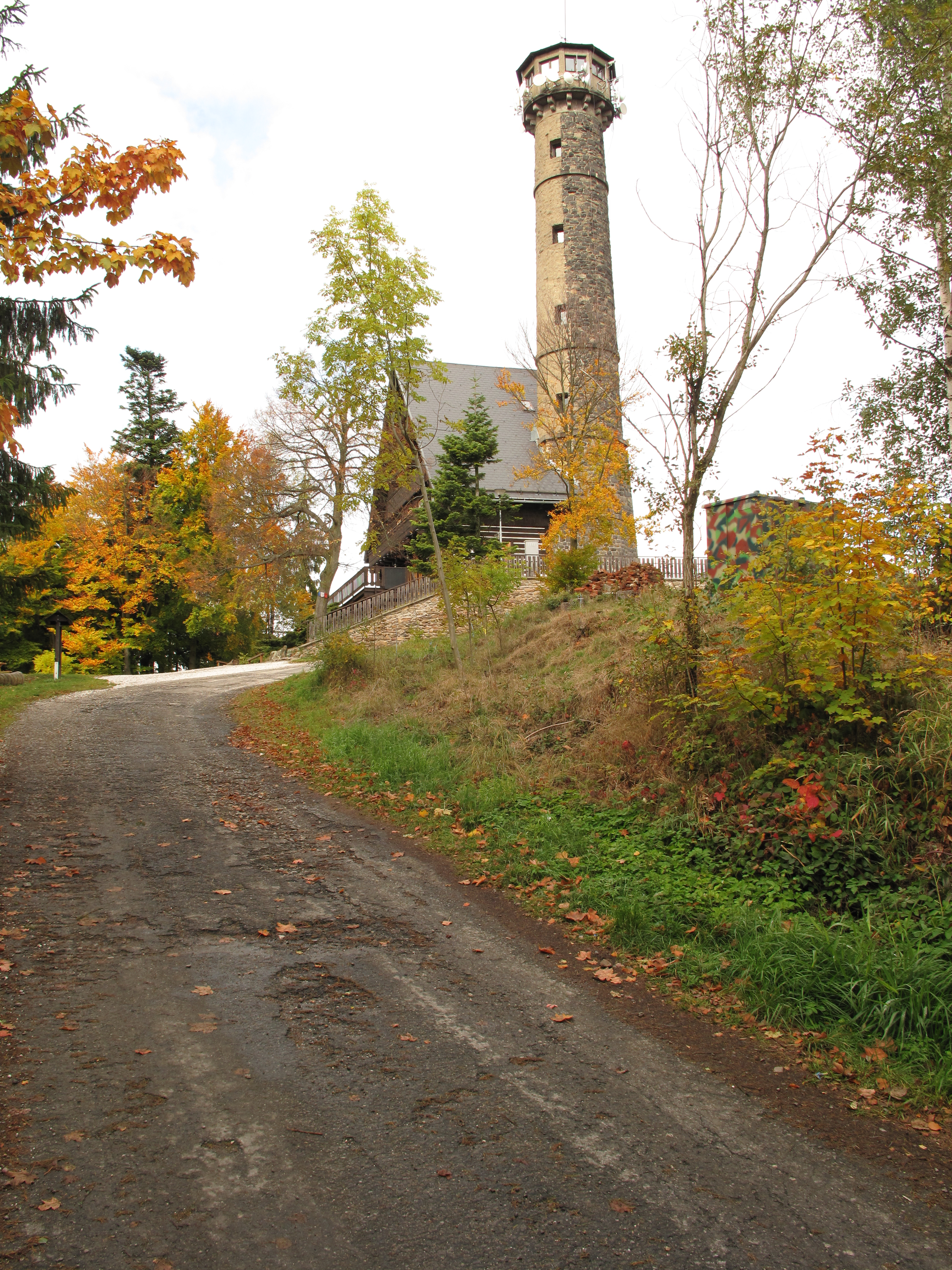
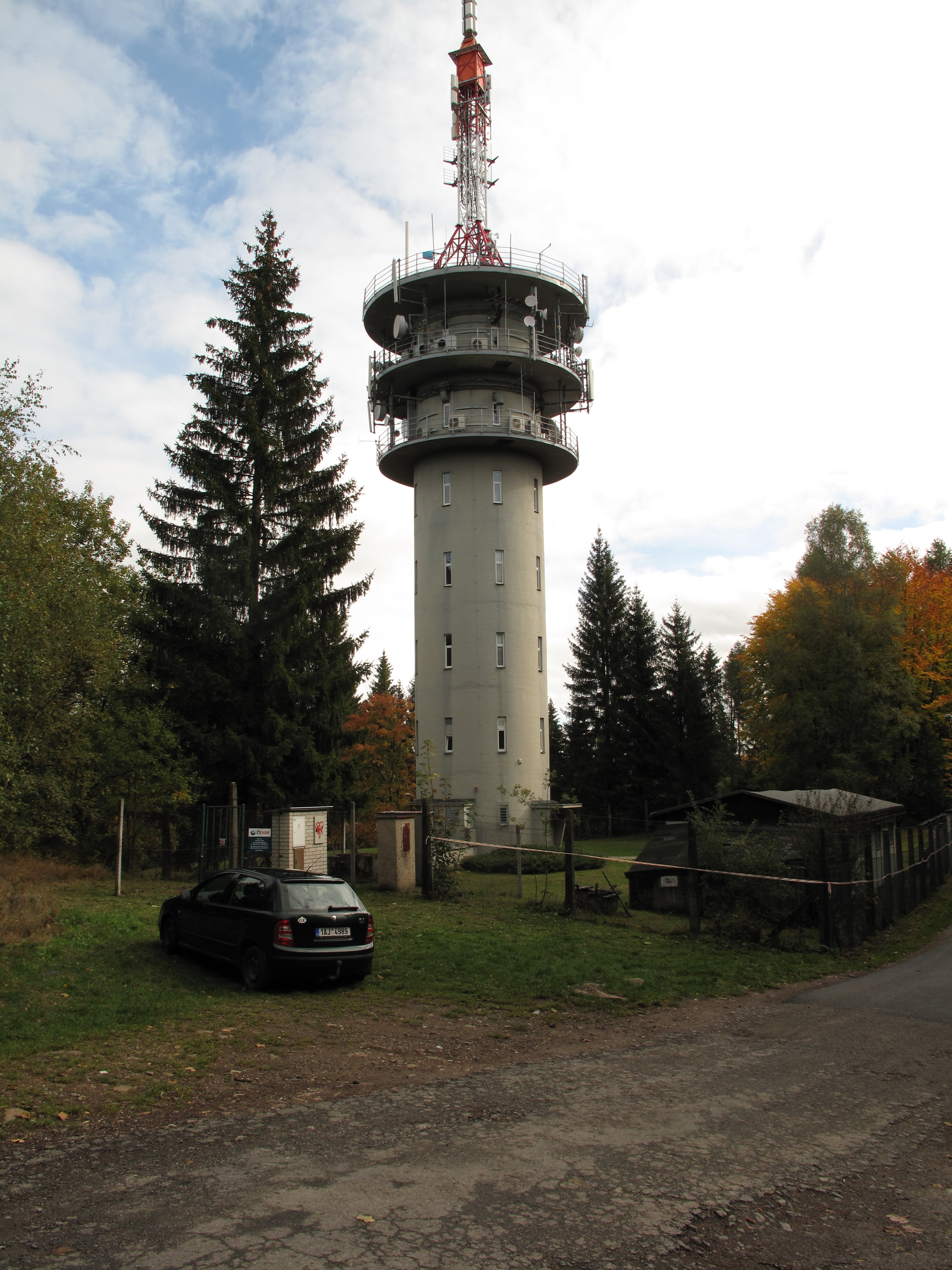
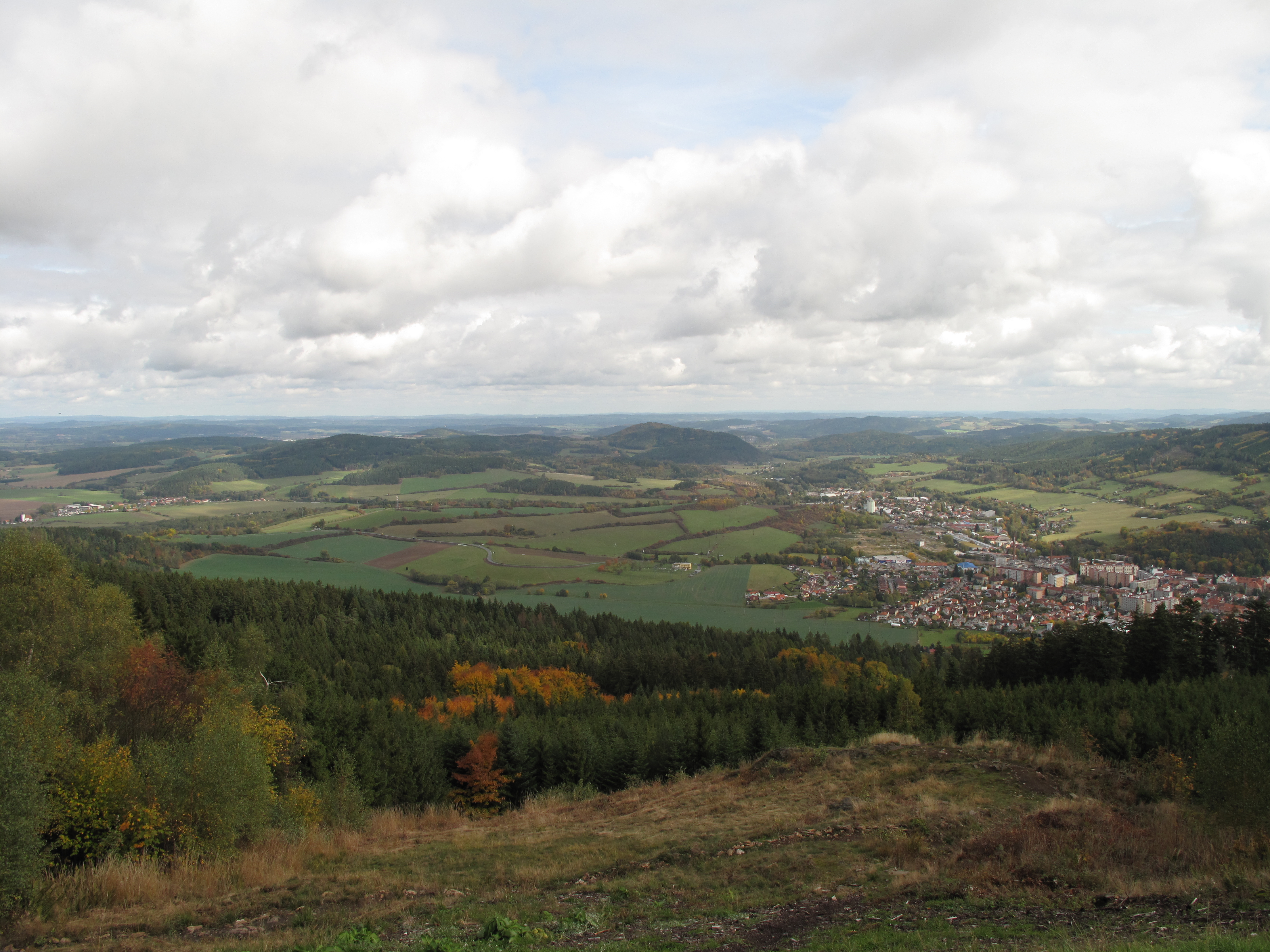